# Arrow Point (Misuri)
Arrow Point es una villa ubicada en el condado de Barry en el estado estadounidense de Misuri. En el Censo de 2010 tenía una población de 86 habitantes y una densidad poblacional de 173,85 personas por km².

## Geografía
Arrow Point se encuentra ubicada en las coordenadas 36°32′39″N 93°37′21″O / 36.54417, -93.62250. Según la Oficina del Censo de los Estados Unidos, Arrow Point tiene una superficie total de 0.49 km², de la cual 0.49 km² corresponden a tierra firme y (0%) 0 km² es agua.

## Demografía
Según el censo de 2010, había 86 personas residiendo en Arrow Point. La densidad de población era de 173,85 hab./km². De los 86 habitantes, Arrow Point estaba compuesto por el 98.84% blancos, el 0% eran afroamericanos, el 0% eran amerindios, el 0% eran asiáticos, el 0% eran isleños del Pacífico, el 0% eran de otras razas y el 1.16% pertenecían a dos o más razas. Del total de la población el 0% eran hispanos o latinos de cualquier raza.